# Sojuz TMA-5
La Sojuz TMA-5 è stata una missione diretta verso la Stazione spaziale internazionale.

## Equipaggio
| Ruolo               | Equipaggio al lancio                                  | Equipaggio all'atterraggio                            |
| ------------------- | ----------------------------------------------------- | ----------------------------------------------------- |
| Comandante          | Saližan Šaripov, Roscosmos Expedition 10 Secondo volo | Saližan Šaripov, Roscosmos Expedition 10 Secondo volo |
| Ingegnere di volo 1 | Leroy Chiao, NASA Expedition 10 Quarto volo           | Roberto Vittori, ESA Secondo volo                     |
| Ingegnere di volo 2 | Jurij Šargin, Roscosmos Primo volo                    | Leroy Chiao, NASA Expedition 10 Quarto volo           |

### Equipaggio di riserva
| Ruolo             | Equipaggio                 | Equipaggio                 |
| ----------------- | -------------------------- | -------------------------- |
| Comandante        | Valerij Tokarev, Roscosmos | Valerij Tokarev, Roscosmos |
| Ingegnere di volo | William McArthur, NASA     | William McArthur, NASA     |

## Parametri della missione
- Perigeo: 200 km
- Apogeo: 252 km
- Inclinazione: 51,7°
- Periodo: 1 ora, 28 minuti e 42 secondi

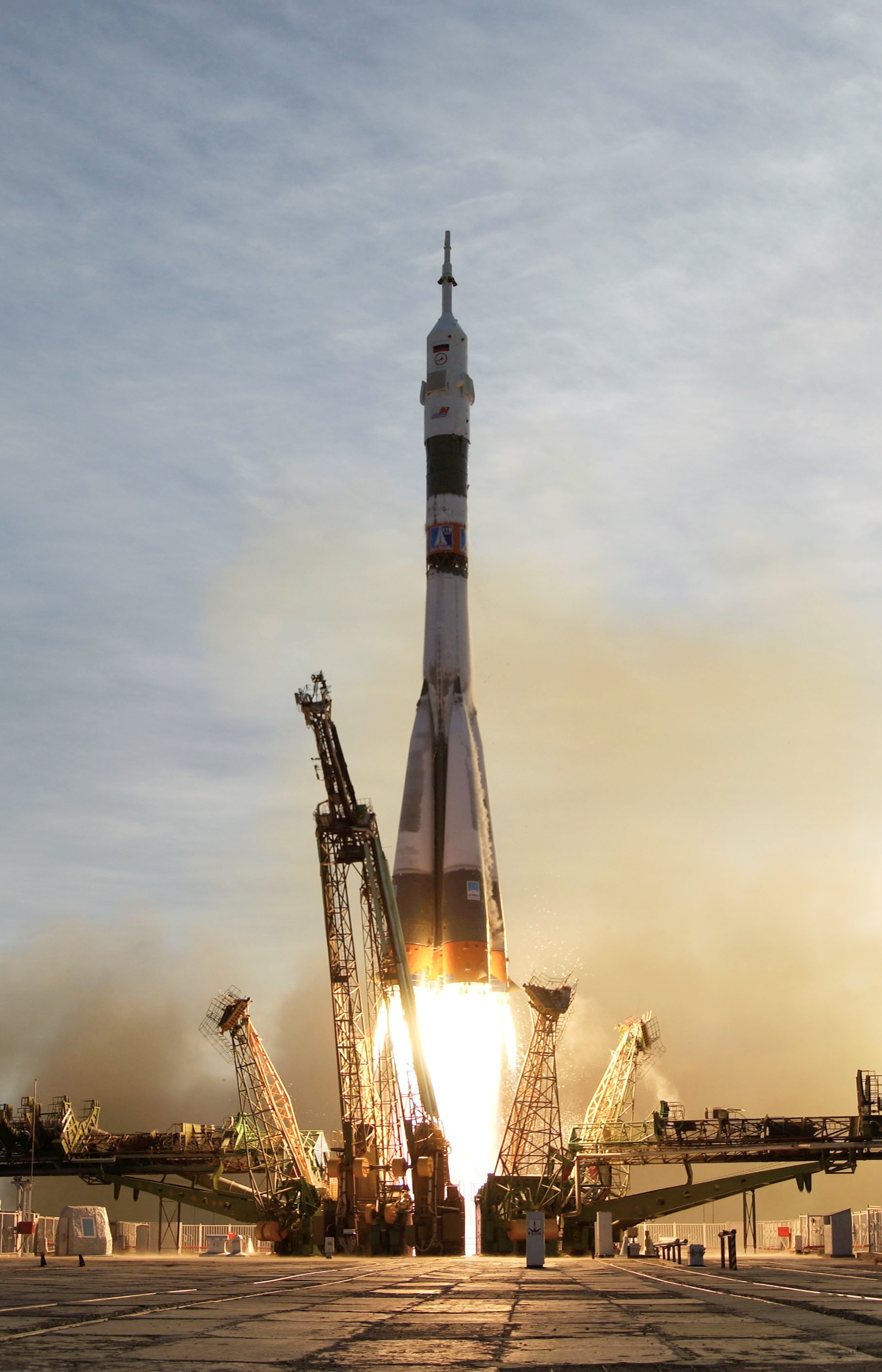
Lancio della Sojuz TMA-5